# Ernest Babelon
Ernest Charles François Babelon, född den 7 november 1854, död den 3 januari 1924 i Paris, var en fransk orientalist och numismatiker. 
Efter att ha varit tjänsteman vid nationalbibliotekets i Paris mynt- och antikkabinett, blev han 1908 professor i numismatik vid Collège de France. Han skrev en mängd för sin tid utmärkta arbeten över forntida länders kultur, konst- och myntväsende, bland annat Description historique et chronologique des monnaies de la république romaine vulgairement appellées monnaies consulaires (2 band, 1885–87), Recherches archéologiques en Tunisie (1886; med Salomon Reinach) och Atlas archéologique de la Tunisie (1893–1900; med Reinach och René Cagnat), Le cabinet des antiques à la bibliothèque nationale (1888–90; illustrerad), Manuel d’archéologie orientale (1889), viktiga kataloger över Bibliothèque nationales samlingar av monnaies greques (1890), bronzes antiques (1894; med Blanchet; illustrerad) och camées antiques (1897), La gravure en pierres fines, camées et intailles (1894), Origines de la monnaie considérée au point de vue économique et historique (1898) samt Traité des monnaies grecques et romaines (band 1–3, 1901–17).  Därtill kommer den betydande artikeln Monnaie i "Grande encyclopedie", band 24. Babelon skev en fortsättning (i flera band och upplagor) av François Lenormants "Manuel d’histoire ancienne de l’Orient" och var utgifvare av tidskrifterna "Revue numismatique", "Gazette archéologique" och "Mélanges numismatiques". Vid numismatiska kongressen i Bryssel 1910 utsågs han enhälligt till president, och dess minnesmedalj präglad med hans bild. Glödande patriot, sökte han i arbetet La grande question d’Occident. Le Rhin dans l’histoire (3 band, 1916–19) anföra historiska grunder för, att västra Rhenstrandens tyska länder borde "återbördas" till Frankrike.